# Dansk Padel Forbund
Dansk Padel Forbund  (forkortet DPF) er et forbund for padelklubber i Danmark. DPF afvikler Danmarksmesterskab og driver junior-, senior- og veteranlandshold samt afholder trænerkurser og turneringer. 
Dansk Padel Forbund er medlem af både det europæiske og det internationale padelforbund. Forbundets medlemmer er tilknyttet enten via medlemskab af en klub under Dansk Padel Forbund eller et personligt medlemskab. I 2023 opgjorde forbundet at have ca. 7.850 personlige medlemmer og knap 21.000 medlemmer via de i alt 101 medlemsklubber.

## Historie
Dansk Padel Forbund blev stiftet i august 2017. I 2018 indgik det en associeringsaftale med Dansk Tennis Forbund (DTF), ifølge hvilken DPF blev associeret forbund med DTF, der samtidig fik to pladser i DPF's bestyrelse. Aftalen blev dog ophævet igen i 2020, efter at en generalforsamling i DPF havde afvist at nedlægge forbundet og fortsætte aktiviteterne i regi af Dansk Tennis Forbund. I de følgende år var der uenighed mellem DPF og DTF, som begge ønsker at organisere de danske padelspillere, DTF via indsatsen "Padel i Danmark", som DTF administrerer sammen med DGI. Både i 2021 og 2022 afholdt hver organisation således sit eget selvstændige Danmarksmesterskab.
I 2022 indgik DPF og Danmarks Idrætsforbund en aftale, ifølge hvilken DIF vil arbejde for på et tidspunkt at kunne optage Dansk Padel Forbund som selvstændig medlemsforbund i DIF, om muligt fra 1. januar 2024. Samtidig anerkendte DPF, at padel også fremover vil være en vigtig aktivitet i regi af Dansk Tennis Forbund.

## Organisation
Dansk Padel Forbund er en organisation under European Padel Association og International Padel Federation. DPF ledes af en bestyrelse på syv medlemmer, som alle vælges på generalforsamlingen. Forbundets daglige ledelse varetages af en ansat sekretariatschef.

### Formænd
| Periode     | Navn             |
| ----------- | ---------------- |
| 2017 - 2020 | Christian Nybroe |
| 2020 - 2022 | Ole Egholm       |
| 2022 -      | Fredrik Bentler  |